# Канімеський район

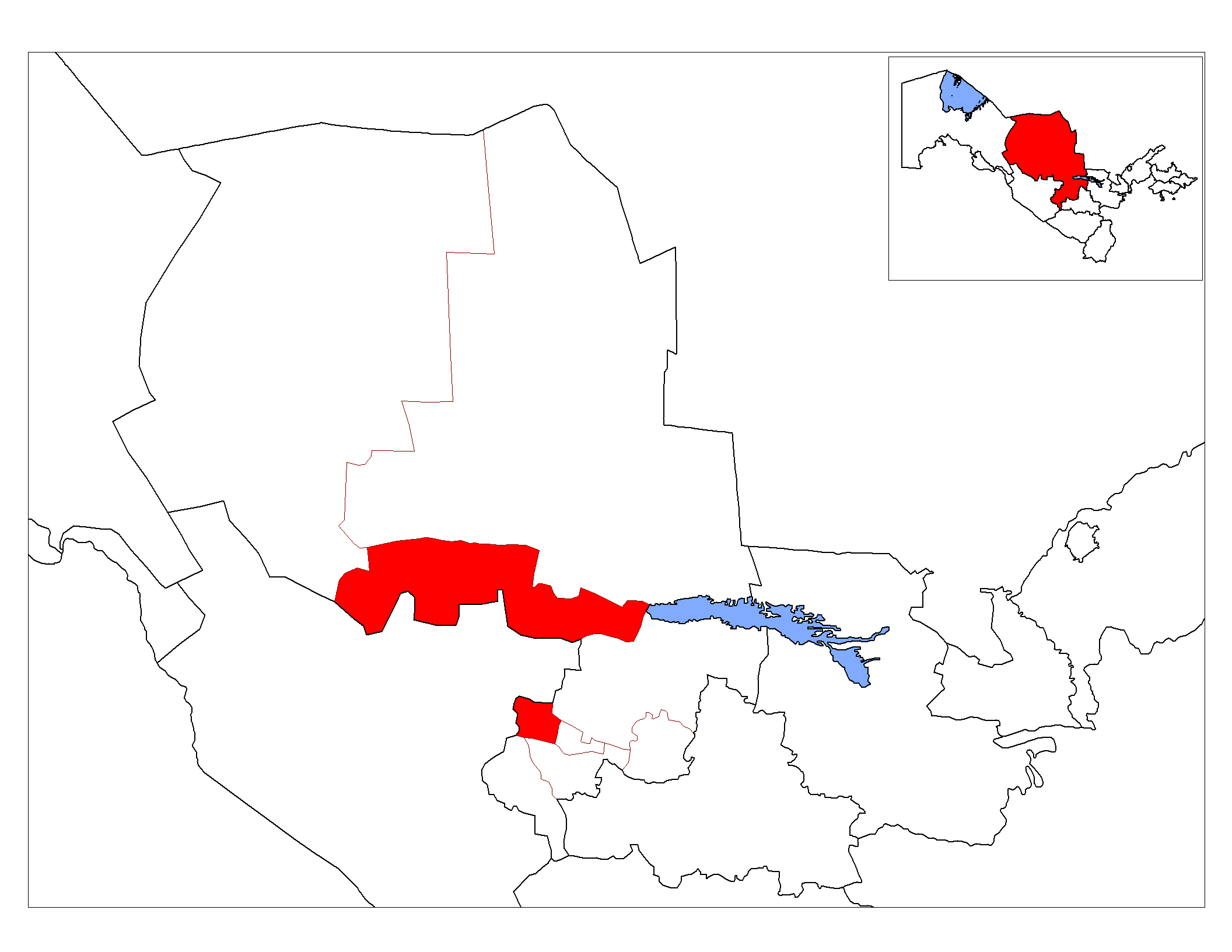
Розташування району в Навоїйській області.

Канімеський район (узб. Конимех тумани, Konimex tumani) — район у Навоїйській області Узбекистану. Розташований на заході області. Утворений у 1920-их роках. Центр — міське селище Канімех.
| Узбекистан | Це незавершена стаття з географії Узбекистану. Ви можете допомогти проєкту, виправивши або дописавши її. |